# María Kliónova
María Vasílievna Kliónova (transliteración del ruso Мари́я Васи́льевна Клёнова; 1898 – 1976) fue una geóloga marina soviética y una de las fundadoras de la ciencia marina rusa.
Estudió profesorado universitario; y, posteriormente trabajó como miembro del Consejo para la Investigación Antártica de la Academia Rusa de Ciencias. Durante ese tiempo permaneció alrededor de 30 años investigando las regiones polares y llegó a ser la primera mujer científica en investigar en la Antártica, específicalmente en la estación de la ANARE (Australian National Antarctic Research Expeditions) en la isla Macquarie.

## Obra

### Algunas publicaciones
- Meeresgeologie, Moscú 1948 (en ruso)

- Geologie der Barent-See, 1960 (en ruso)

- con V. M. Lavrov. Geologie des Atlantischen Ozeans, 1975 (en ruso)

- con Anderen. Geologie des Wolga-Deltas, 1951 (en ruso)

- con V. F. Solovyov, N. S. Skornyakova. Die geologische Struktur des Schelfs des Kaspischen Meeres, 1962 (en ruso)

## Honores

### Eponimia
- Crater venusino Klenova, nombrado en su honor.